# Нижњевартовск
Нижњевартовск (рус. Нижневартовск) град је у Русији у Ханти-мансијскиом аутономном округу. Према попису становништва из 2010. у граду је живело 251.860 становника.

## Географија
Град се налази на реци Об.

## Становништво
Према прелиминарним подацима са пописа, у граду је 2014. живело 265.994 становника, 12.816 (5,36%) више него 2002.
| 1959. | 1970.  | 1979.   | 1989.   | 2002.   | 2010.   | 2014.   |
| ----- | ------ | ------- | ------- | ------- | ------- | ------- |
| 2.300 | 15.663 | 108.740 | 241.457 | 239.044 | 251.694 | 265.994 |